# Станова тяга
Станова тяга (англ. Deadlift) — базова силова вправа, що виконується зазвичай зі штангою, а також з гантеллю або гирею, які тримають поміж ніг обома руками. Використовується як загальний елемент фізичної підготовки і є однією з дисциплін у таких видах спорту, як паверліфтинг і силовий екстрим. Її також застосовують бодібілдери для зміцнення м'язів попереку, що дозволяє в присіданнях краще прокачувати ноги.

## М'язи
При виконанні станової тяги працюють майже 3/4 всієї м'язової маси, в першу чергу це: розгиначі спини, сідниці, двоголові м'язи стегна, найширші м'язи спини, трапеції, передпліччя і біцепси. Тяга на прямих ногах додатково розтягує і навантажує біцепси стегон, змушуючи їх працювати на межі в статичній напрузі, а також верхні частини сідниць; при виконанні даної вправи необхідно дозувати вагу. Саме тому, виконуючи різні варіанти «тяги» спортсмени більше набирають м'язову масу, ніж при виконанні більшості інших вправ.

## Техніка виконання
«Тягу» можна виконувати широким, середнім, вузьким, паралельним, прямим або змішаним хватом або спеціальним хватом — так званий «замок». Ноги можна ставити трохи ширше плечей або дуже широко («зведення» в стилі «сумо»), ноги можуть бути прямі або зігнуті в колінах. Зі спортивного інвентарю зазвичай застосовується штанга, гантелі або гирі.
У всіх варіантах «тяги» ноги трохи зігнуті в колінах для зменшення навантаження з суглобів, руки прямі, витягнуті, спина обов'язково пряма (це дозволяє уникнути травм хребта, зміщенням окремих хребців та перенапруженням окремих дрібних стабілізуючих м'язів).
Виділяють основні варіанти тяги:
- «Станова» (вона ж «класична» або «важкоатлетична») тяга;
- Тяга «сумо» (вона ж «ліфтерська»);

### Класична тяга
Класична тяга виконується при вузько поставлених ногах. Гомілки ніг практично торкаються грифа штанги. Тут напруга переноситься на м'язи спини, біцепс стегна і сідничні м'язи. Квадріцепси включаються в роботу лише в початковій фазі підйому. При виконанні даної вправи важливо піднімати штангу рівномірно і вертикально, голову не опускати вниз, плечі повинні бути відведені назад, а лопатки зведені. Рекомендується атлетам зі слабкими ногами і короткими руками. У спортсменів з такими анатомічними особливостями сильно впливає на зміну техніки підйому штанги наявність коротких пальців, які не в змозі утримати велику вагу. Для таких атлетів існує особливий хват, коли фаланга великого пальця розташовується під фалангою інших чотирьох (в «замок»). Для більшого контролю на процесом виконання вправи спортсмени зазвичай використовують лямки або гаки. В процесі тренувань атлети нерідко застосовують кистьові ремені для фіксації штанги в руках, проте використання їх на змаганнях з паверліфтингу заборонене.

### Мертва тяга
«Мертва тяга» — це тяга, що виконується на прямих ногах. Від класичної тяги і тяги «сумо» вона відрізняється тим, що виконуючи її, спортсмен не згинає ноги в колінах. Зведення на прямих ногах не використовується в змагальному паверліфтингу, так як така техніка не дозволяє підняти максимальну вагу і є більш травмонебезпечною.

### Тяга «сумо»
Тяга в стилі «сумо» виконується з широко поставленими ногами. У цьому випадку основне навантаження припадає на м'язи стегна, тому ця техніка зазвичай застосовується атлетами зі слабкою спиною, довгим тулубом і короткими руками.

## Сила хвату у становій тязі
Найдієвішим методом розвитку м'язів передпліч та підвищення сили хвату у становій тязі є вправа під назвою «Вісь Аполлона». Суть вправи полягає в підйомі з підлоги штанги особливої конструкції. Вона має товстий гриф (діаметром 49 мм), який, до того ж, не обертається. Рекорд у цій вправі належить Майку Бурку та становить 237,5 кг. Альтернативою осі Аполлона можуть стати накладки на гриф (розширювачі грифу), які можна застосувати для будь-якої штанги чи гантелі. Оскільки при їх використанні руки не стискаються в «замок», навантаження на хапальні м'язи багаторазово зростає.

## Рекорди
- Світовий рекорд зі станової тяги в дисципліні «стронгмен» (у комбінезоні та лямках) становить 501 кг і належить Гафторові Бйорнссону. Рекорд встановлений у 2020 році.
- Український спортсмен Олексій Новіков у 2020 р. встановив новий світовий рекорд у становій тязі, піднявши 537,5 кг.[2]
- Рекорд у становій тязі зі спеціальним стронгмен-грифом — 474 кг, встановив Гафтор Бйорнссон на Arnold Strongman Classic 2019.
- Світовий рекорд без екіпірування встановив Бенедикт Маґнуссон, становить 460 кг.[3]
- Рекорд зі станової тяги серед жінок — 305 кг, належить Бецці Свонсон.[4]